# Jimmy Chamberlin

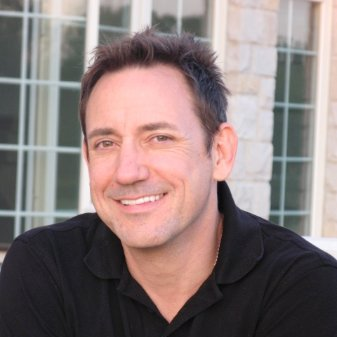
Jimmy Chamberlin

James Joseph "Jimmy" Chamberlin (Joliet, Illinois, 10 juni 1964) is een Amerikaans drummer, songwriter en producer.
Chamberlin is het bekendst als de drummer van de alternatieve-rockband The Smashing Pumpkins. Hij was de drummer van 1988 t/m 1996, van 1999 t/m 2000 en van 2005 t/m 2009. Verder speelde hij met Billy Corgan in de supergroep Zwan en zijn band The Jimmy Chamberlin Complex. Van oorsprong is Chamberlin jazzdrummer.
Op de in 2019 door het tijdschrift Rolling Stone gepubliceerde ranglijst van 100 beste drummers in de geschiedenis van de popmuziek kreeg Jimmy Chamberlin de 53e plaats toegekend.
- Bibsys: 6094750
- International Standard Name Identifier: 0000 0001 1487 9093
- Library of Congress Control Number: no2002080331
- MusicBrainz: 48d3d17b-0bb8-44a0-9fb0-23f594bb4df3
- Nationale Bibliotheek van Tsjechië: ola2002153049
- Virtual International Authority File: 11979306